# ربکا لاتیمر فلتون
ربکا لاتیمر فلتون (به انگلیسی: Rebecca Latimer Felton) نویسنده و سناتور سابق عضو حزب دموکرات ایالات متحده آمریکا بود. وی در سال ۱۹۲۲ میلادی سناتور ایالت جورجیا در سنای ایالات متحده آمریکا بود.
فلتون یکی از چهره‌های اصلی در فمینیسم موج اول آمریکا و طرفدار حقوق زنان، همچنین یک برتری‌طلب سفیدپوست و از آخرین برده‌دارانی بود که در سنا خدمت کرد. او به بهانه محافظت از خلوص جنسی زنان اروپایی-آمریکایی به شدت مدافع لینچ کردن آمریکایی های آفریقایی تبار بود (لینچ به معنی کشتن یا مجازات کردن فردی توسط گروهی از افراد به صورت خودسرانه و بدون محاکمه قانونی است). اغلب آمریکایی های آفریقایی تبار که او معرفی می کرد به دروغ متهم به تجاوز جنسی می شدند.